# HTC Touch
 HTC Touch, hay còn được gọi là HTC P3450 hoặc tên mã của nó HTC Elf hoặc HTC Vogue cho biến thể CDMA, là một máy tính bỏ túi thuộc Windows Mobile 6 được thiết kế và sản xuất bởi HTC. Tính năng chính, độc đáo của nó là giao diện người dùng có tên TouchFLO  phát hiện chuyển động quét và có thể phân biệt giữa ngón tay và bút stylus. TouchFLO kết hợp truy cập bằng stylus-free vào trình phát nhạc, album ảnh, trình phát video và sổ liên lạc dựa trên hình ảnh. Sự ra mắt toàn cầu của Touch là tại Quảng trường Leicester, London, vào ngày 5 tháng 6 năm 2007, và điện thoại ban đầu có sẵn hai màu: đen và xanh lục. Các tên ràng buộc của nhà mạng cho điện thoại này bao gồm Verizon Wireless XV6900, T-Mobile MDA Touch, O2 XDA Nova, Okta Touch và Vodafone VPA Touch.
Vào tháng 11 năm 2007, HTC đã bắt đầu bán Touch phiên bản "Nâng cấp", còn được gọi là HTC P3452 hoặc tên mã của nó là HTC Elfin, với gấp đôi RAM và ROM của phiên bản gốc (lần lượt là 128 MB và 256 MB). Phiên bản mới hơn cũng có sẵn trong hai màu mới: trắng và đỏ tía.

## Doanh số
HTC đã xuất xưởng 1 triệu chiếc trong vòng 5 tháng kể từ khi ra mắt, và xuất xưởng thêm 1 triệu chiếc trong 6 tháng sau đó.

## Tính năng
- Kết nối 

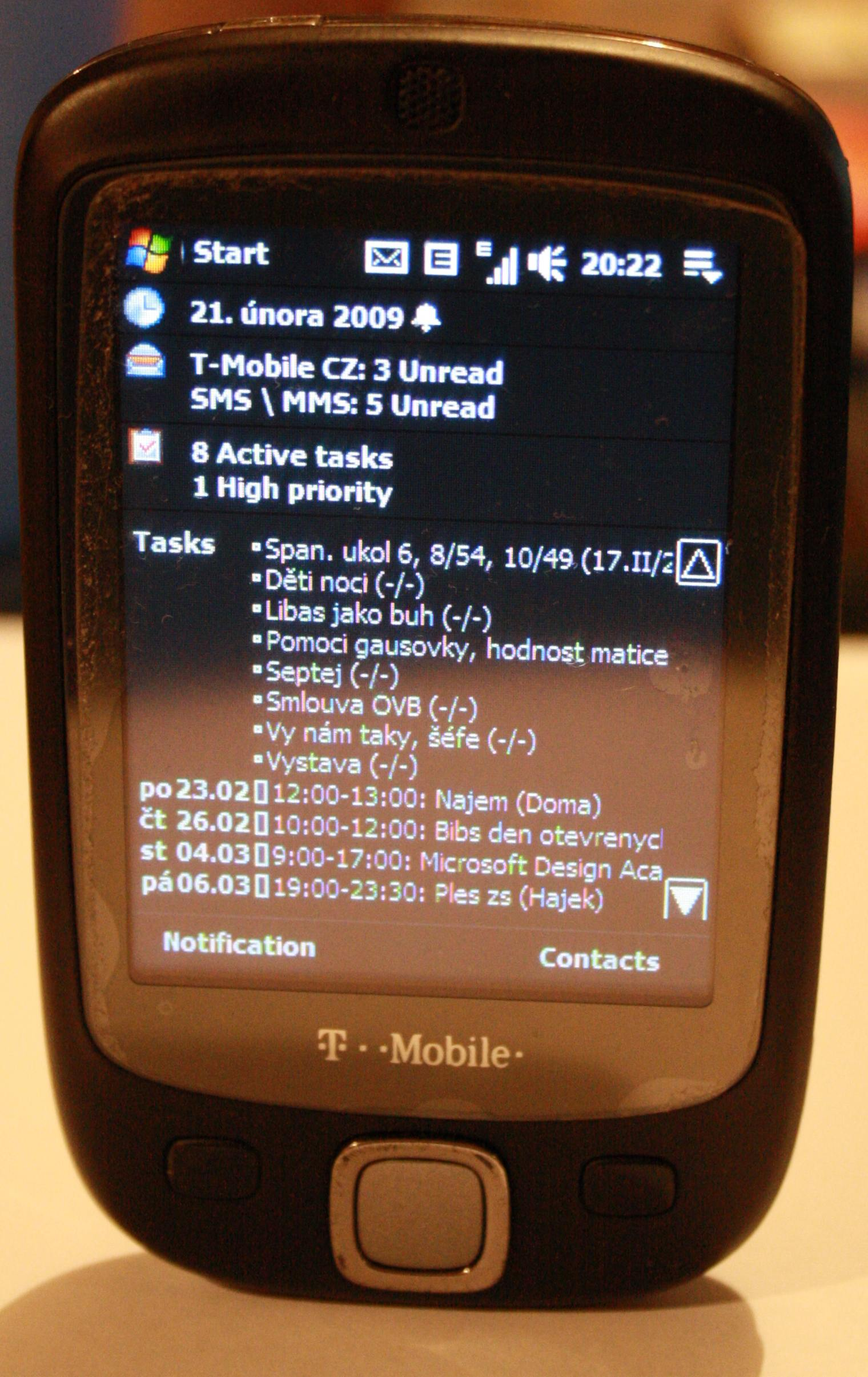
Một máy MDA Touch T-Mobile chạy WM 6.1

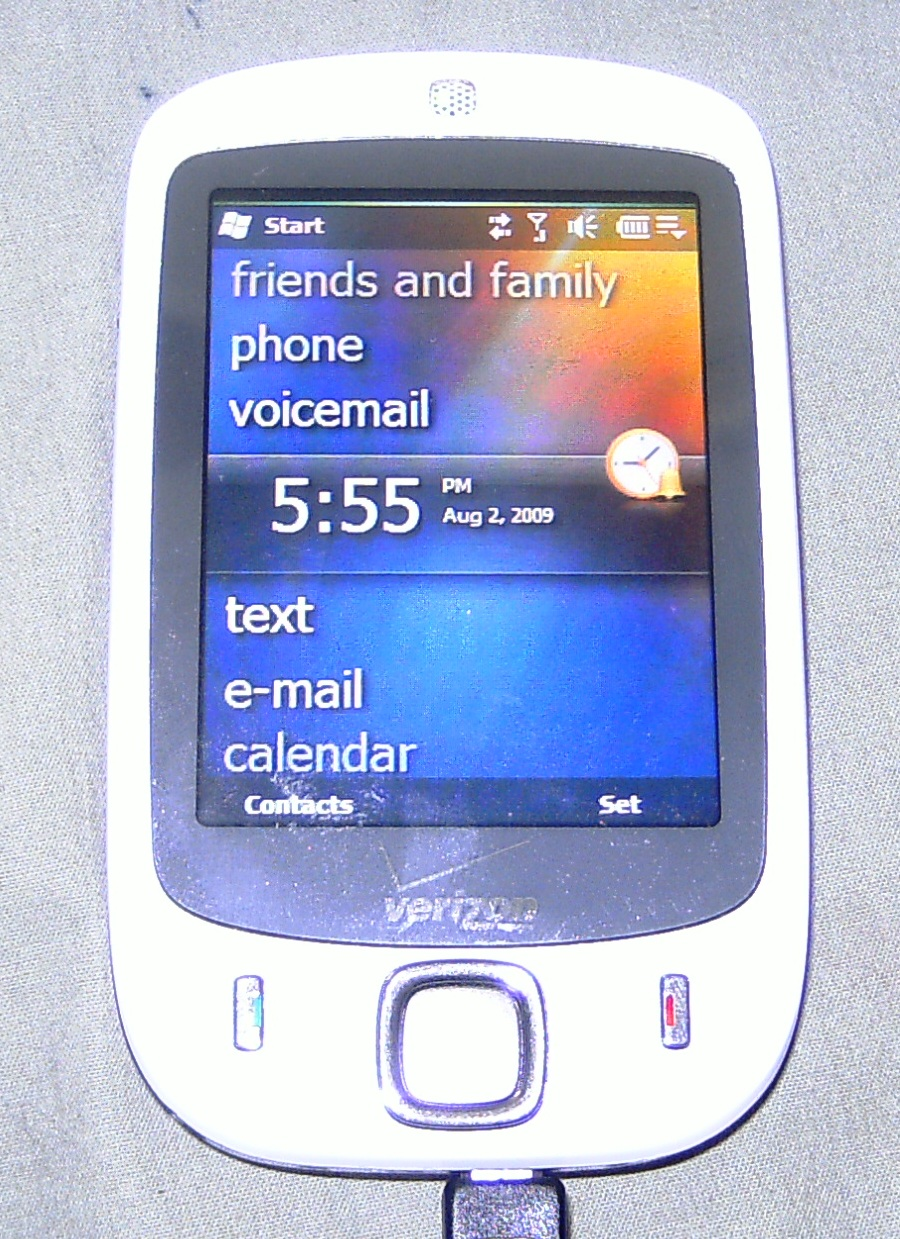
Một máy nhà mạng Verizon chạy WM 6.5

  - Tri band GSM / GPRS (Class 10) / EDGE: GSM 900 / 1800 / 1900 (2,75 G)
  - Wi-Fi 802.11b / g
  - Bluetooth 2.0. Hỗ trợ hầu hết các cấu hình phổ biến bao gồm cổng nối, FTP, HID (bàn phím và chuột), tai nghe, chế độ rảnh tay, DUN (quay số mạng để sử dụng điện thoại làm modem không dây cho máy tính xách tay hoặc máy tính để bàn), âm thanh nổi Bluetooth A2DP.
  - HTC ExtUSB (giắc cắm mini & USB 11 chân).
- Đầu vào 
  - Màn hình cảm ứng (được thiết kế cho sử dụng bằng ngón tay và bút stylus đi kèm).
  - Khối định hướng 5 chiều (bao gồm nút hành động).
  - Nút nguồn và camera.
  - TouchFLO.
- Bộ nhớ 
  - ROM flash 128 MB (35,46 MB có thể sử dụng).
  - 64 MB (47,89 MB có thể sử dụng) SDRAM.
  - Khe cắm mở rộng microSD (tương thích SD 2.0, bao gồm thẻ 1 GB, SDHC 16 GB).
- Các tính năng khác 
  - Bộ xử lý TI OMAP 850 201 MHz.
  - Camera màu 2.0 megapixel.
  - Màn hình LCD 2,8 inch (240x320 px, 65 nghìn màu, QVGA, TFT).

## HTC Vogue
Phiên bản CDMA của Touch được gọi là "HTC Vogue" hoặc "HTC P3050", được trang bị gấp đôi RAM và ROM của Touch, bộ xử lý 400 MHz (QualComm MSM7500) nhanh hơn, OTA nhanh hơn nhưng không có Wi-Fi. Thiết bị này được bán với tên Okta Touch của Telecom tại New Zealand. Nó cũng được bán dưới dạng "HTC Touch" thông qua Sprint Nextel  và Alltel  và dưới dạng "XV6900" bởi Verizon Wireless tại Hoa Kỳ; như "HTC Touch" của Bell Mobility  và Telus Mobility  tại Canada; và do Raya và i2 Mobile ở Ai Cập.

## Nâng cấp hệ điều hành
Phiên bản Windows Mobile có thể nâng cấp lên 6.5.* Thông qua ROM từ trang web XDA-Developers.

### Cài đặt Linux và Android
Hệ điều hành Linux và Android được cài đặt lên các mẫu điện thoại này. Vogue Linux chạy HTC Vogue. Wing Linux, phiên bản Android đã được phát triển và có thể cài đặt bằng ROM từ trang web XDA Developers. Các phiên bản Android thông qua 2.3 (Gingerbread) đã được chuyển thành công sang phiên bản CDMA (Vogue) của Touch.